# Steinberge (Neuruppin)

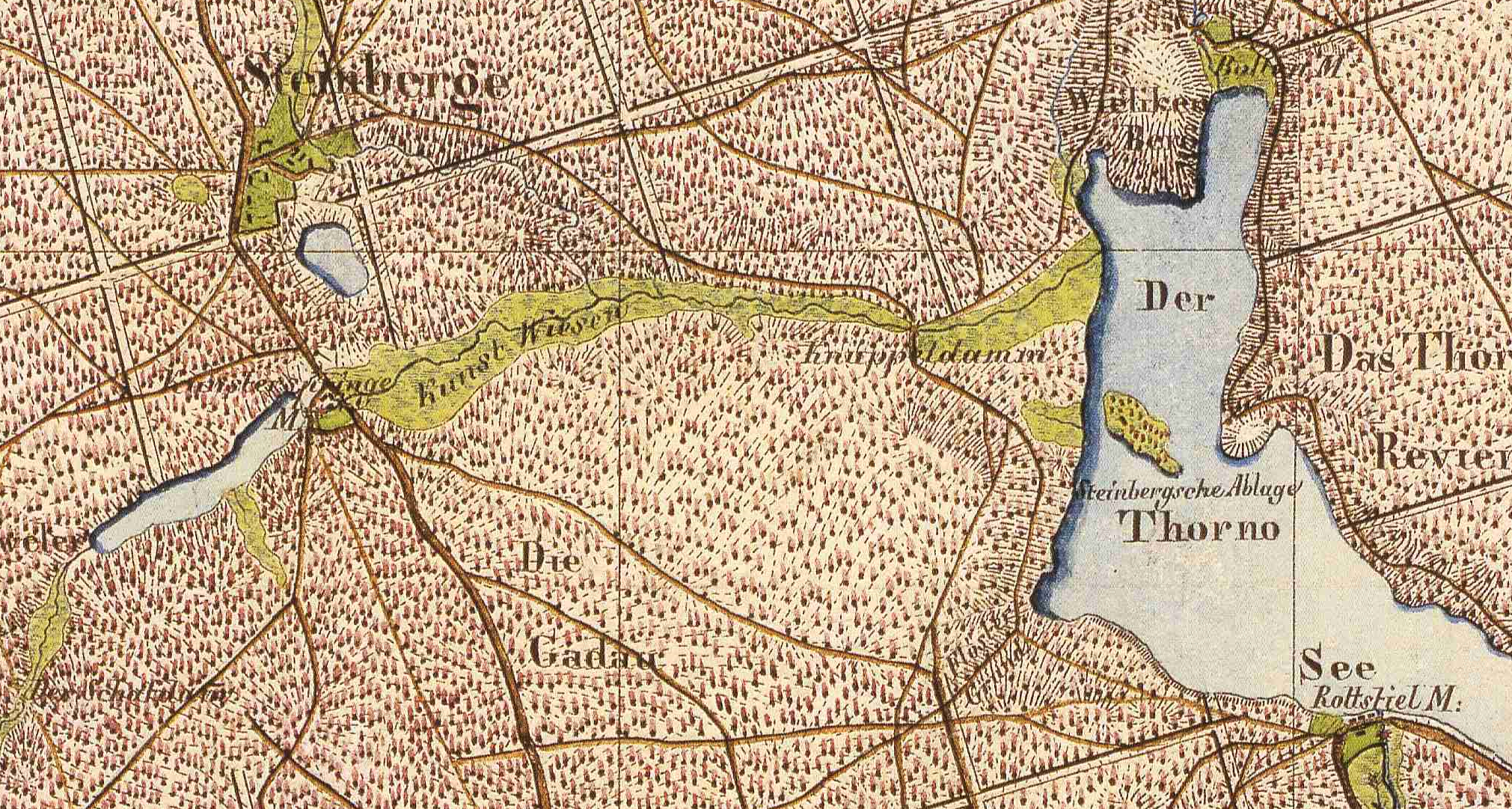
Steinberge (Urmesstischblatt 2942 (1825))

Steinberge ist Gemeindeteil von Gühlen-Glienicke, einem Ortsteil der Stadt Neuruppin im Landkreis Ostprignitz-Ruppin in Brandenburg. Der Ort liegt 13 Kilometer nordwestlich von der Kernstadt entfernt.

## Geschichte
Die Gründung des Ortes liegt im Mittelalter. In einem Landbuch von 1526 wird die Region als wüste Feldmark Steenberg gekennzeichnet. Im Jahre 1706 wurde ein Teerofen aufgebaut und 1756 entstand der Kolonisten Ort Steinberge (Steinberg)-Teerofen (Kolonisten als Begriff der Besiedelungspolitik von Friedrich II. (Preußen)). Im Jahre 1800 hatte die Kolonie zwei Büdner, einen Teeröfner, elf Einlieger, einen Krüger und bestand aus sechs Häusern. 
Mitte des 19. Jahrhunderts wurde die Teerproduktion eingestellt. Im Jahre 1899 gründete man die Oberförsterei Steinberge und der Aufbau des Dienstgehöfts erfolgte 1902. In den Jahren 1800 und 1900 war das Dorf eingekircht zu Zühlen.
Das Gebäude Steinberg Nr. 3, die ehemalige Gastwirtschaft, sie bestand aus Festsaal, Schänke und Ausspanne. Es ist ein traufständiges, zweigeschossiges Fachwerkhaus. Die Giebel am Satteldach sind mit Brettern geschindelt.

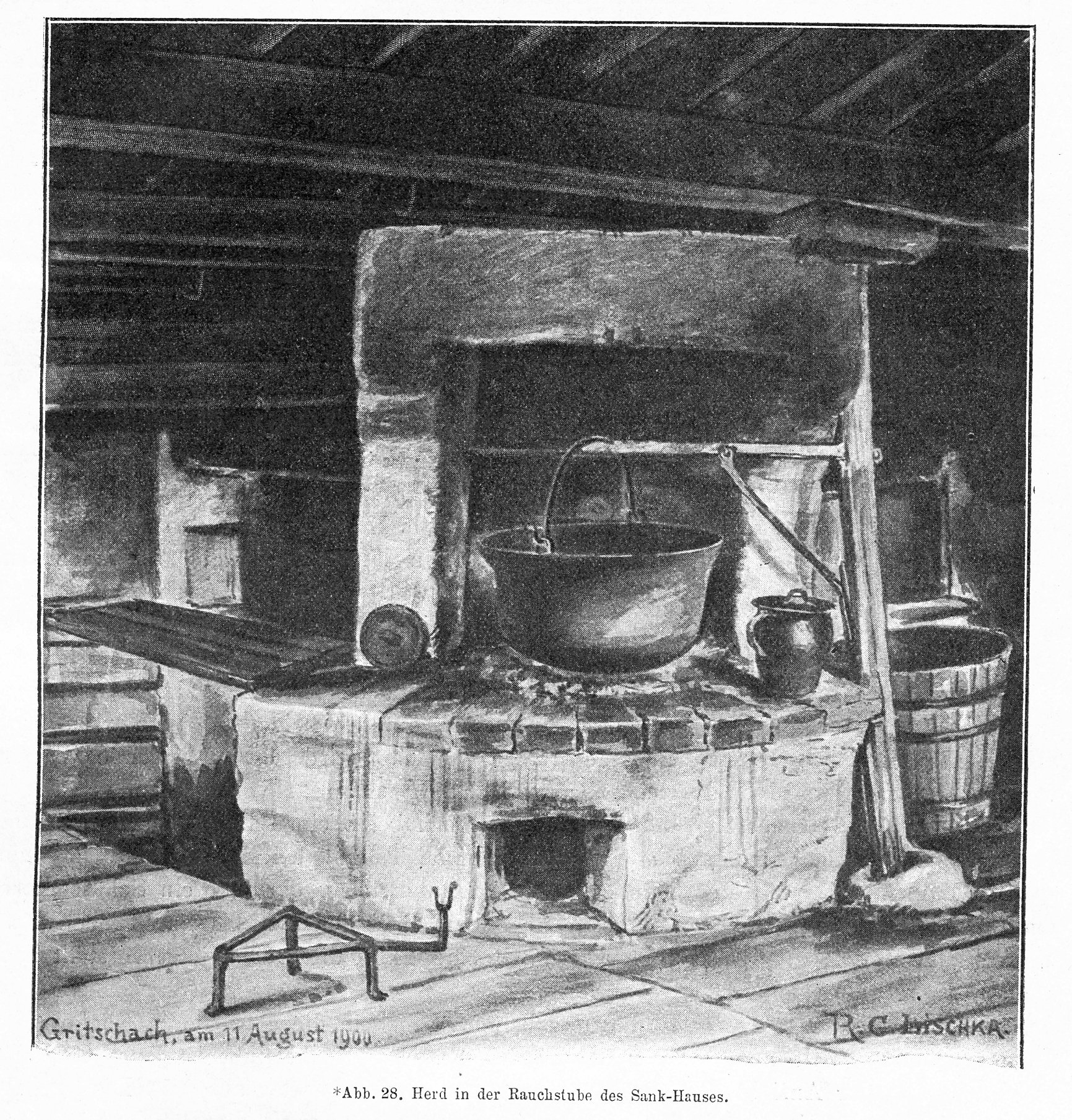
Schwarze- oder Rauchküche

Auch das Haus Steinberge Nr. 11 steht unter Denkmalschutz (Liste der Baudenkmale). Es war das ehemalige Wohnhaus des Teerschwelers H. S. Fielitz. Nach Ende der Teerkocherei nutzte man das Haus als Försterei. Es ist ein eingeschossiges Fachwerkhaus mit Krüppelwalmdach und im Inneren befand sich eine Rauchküche.

### Eingemeindung
Der Ort wurde im Jahre 1929 nach Gühlen-Glienicke und zusammen mit diesem im Jahre 1993 nach Neuruppin eingemeindet.

### Einwohnerentwicklung
| Jahr      | 1766 | 1800 | 1817 | 1840 | 1858 | 1925 |
| Einwohner | 20   | 48   | 58   | 43   | 30   | 20   |

### Historische Landwirtschaft
| Aussaat     | Roggen     | Kartoffeln |
| Menge       | 2 Scheffel | 1 Winspel  |
| Tierbestand | Pferde     | Rinder     |
| Stück       | 2          | 4          |